# Berry (Provinz)

Lage des Berry in Frankreich

Karte des Berry mit der heutigen Verwaltungsaufteilung

Der Berry [beʁi] ist eine Hügellandschaft in Zentralfrankreich. Seinen Namen bezieht er vom gallischen Stamm der Biturigen, seine Bewohner werden Berrichons genannt. Der Berry war eine der historischen Provinzen Frankreichs, bis diese am 4. März 1790 durch die Départements ersetzt wurden. Er besteht heute im Wesentlichen aus den Départements Cher (Haut-Berry) und Indre (Bas-Berry). Hauptstadt des Berry ist Bourges, eine weitere wichtige Stadt ist Châteauroux. Der Berry ist bekannt als Geburtsregion mehrerer Könige und anderer Mitglieder der königlichen Familie, ebenso wie von George Sand und Alexandre Dumas.
Mit dem Berry verbunden sind auch die berühmten Handschriften Les très belles heures du Duc de Berry und Les très riches heures du Duc de Berry. Die erste wurde vor 1402 fertiggestellt und befindet sich in der Bibliothèque Royale in Brüssel, die andere stammt aus den Jahren 1413 bis 1416 und befindet sich im Musée Condé in Chantilly.

## Geografie und Wirtschaft
Der im Süden bereits an die nordwestlichen Ausläufer des Zentralmassivs grenzende Berry liegt in Höhen zwischen 80 und 350 m auf der Jurakalktafel des südlichen Pariser Beckens, die von den Flüssen Cher, Indre und Creuse durchschnitten wird. Dort wo die Kalktafel nur dünn von Lehm bedeckt ist, herrschen Weideflächen und wenig intensive Schafzucht vor. In der Kernregion des Berry jedoch, der Champagne berrichonne nördlich von Châteauroux, wird vor allem Getreide angebaut. Im Osten schließlich dominiert der Weinbau mit den AOC-Lagen Menetou-Salon, Quincy, Reuilly und Sancerre. Weitere Produkte des Berry sind verschiedene Obst- und Käsesorten (z. B. Crottin de Chavignol, Pouligny-Saint-Pierre, Valençay) sowie deren Verarbeitungen.

## Geschichte

Wappen des Berry

Flagge des Berry

Der Berry gehörte Ende des 5. Jahrhunderts zum Westgotenreich und ab 507, also nach der Schlacht von Vouillé, zu Aquitanien, und damit zum Frankenreich. In karolingischer Zeit war das Berry als Grafschaft Bourges selbstständig, bevor es zwischen dem Herzogtum Aquitanien (Bas-Berry im Südwesten) und den Grafschaften Anjou und Blois (Haut-Berry im Nordosten) aufgeteilt wurde. Zudem entstand im Osten die Herrschaft Bourbon (Bourbonnais). Die französischen Könige begannen ab dem 11. Jahrhundert damit, sich des Berry zu bemächtigen, die Eingliederung in die Domaine royal zog sich aber über mehr als hundert Jahre hin: 1101 Vizegrafschaft Bourges, 1221 Issoudun und Châteauroux.
Im Jahr 1360 wurde der Berry zum Herzogtum erhoben, als der König Johann II. ein Paragium für seinen Sohn Johann (1340–1416) einrichtete. Das Herzogtum kehrte nach dessen Tod in die Domaine royal zurück, da er seine Söhne überlebt hatte und der Titel und das Paragium nicht an Nachkommen in weiblicher Linie vererbt werden konnte.
Im Jahr 1419 schmückte sich der Dauphin Karl von Frankreich selbst mit dem Titel, obwohl er bereits Herzog von Touraine, Thronfolger und Regent für seinen Vater Karl VI. den Wahnsinnigen war; auch nach seiner Thronbesteigung im Jahr 1422 als Karl VII. wurde der Titel nicht wieder vergeben. Erst in seinem Todesjahr (1461) gab es einen neuen Herzog, Karl, den jüngsten Sohn des Königs, der den Titel aber bereits 1465 gegen den des Herzogs der Normandie tauschte.
Nachdem ein Neugeborener ernannt worden war, der aber seinen ersten Geburtstag nicht erlebte, ging der Herzogstitel nach einer 25-jährigen Vakanz im Jahr 1498 an Johanna von Frankreich (auch Jeanne de Valois), die Tochter König Ludwigs XI. und Ehefrau des späteren Königs Ludwig XII.; sie war überdies die Gründerin des Annuntiatinnenordens und wurde im Jahr 1950 von Papst Pius XII. heiliggesprochen. Nach ihr trugen noch zwei weitere wichtige Herrscherinnen den Titel; Claude de France und Margarete von Navarra, danach allerdings sank das Herzogtum Berry zu einem von vielen Titeln in der französischen Monarchie herab.
Der letzte Herzog war Charles-Ferdinand (1778–1820), der zweite Sohn des Königs Karl X. (1757–1836) und Vater des Graf von Chambord genannten Thronprätendenten Henri d’Artois.

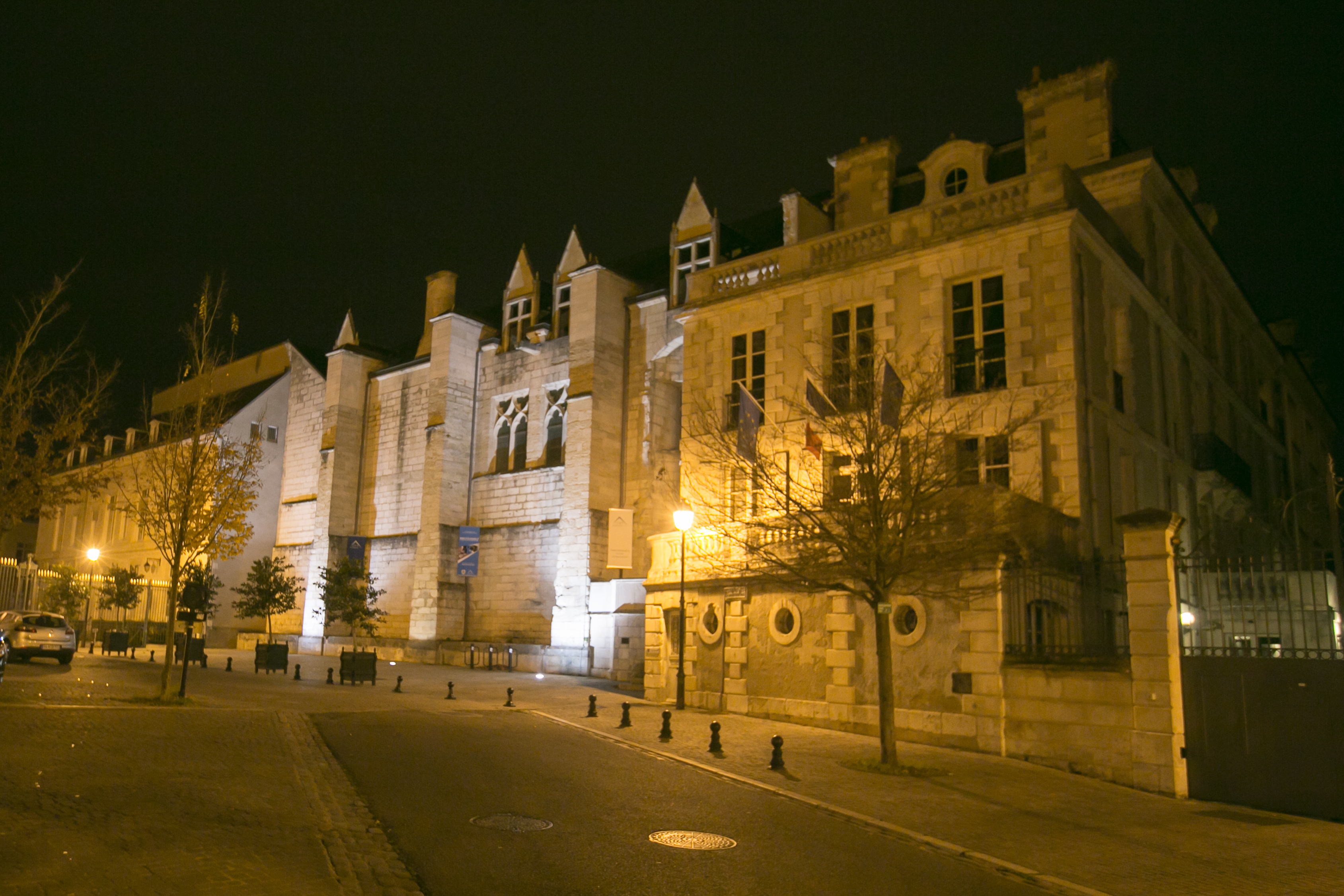
Palais der Herzöge von Berry in Bourges
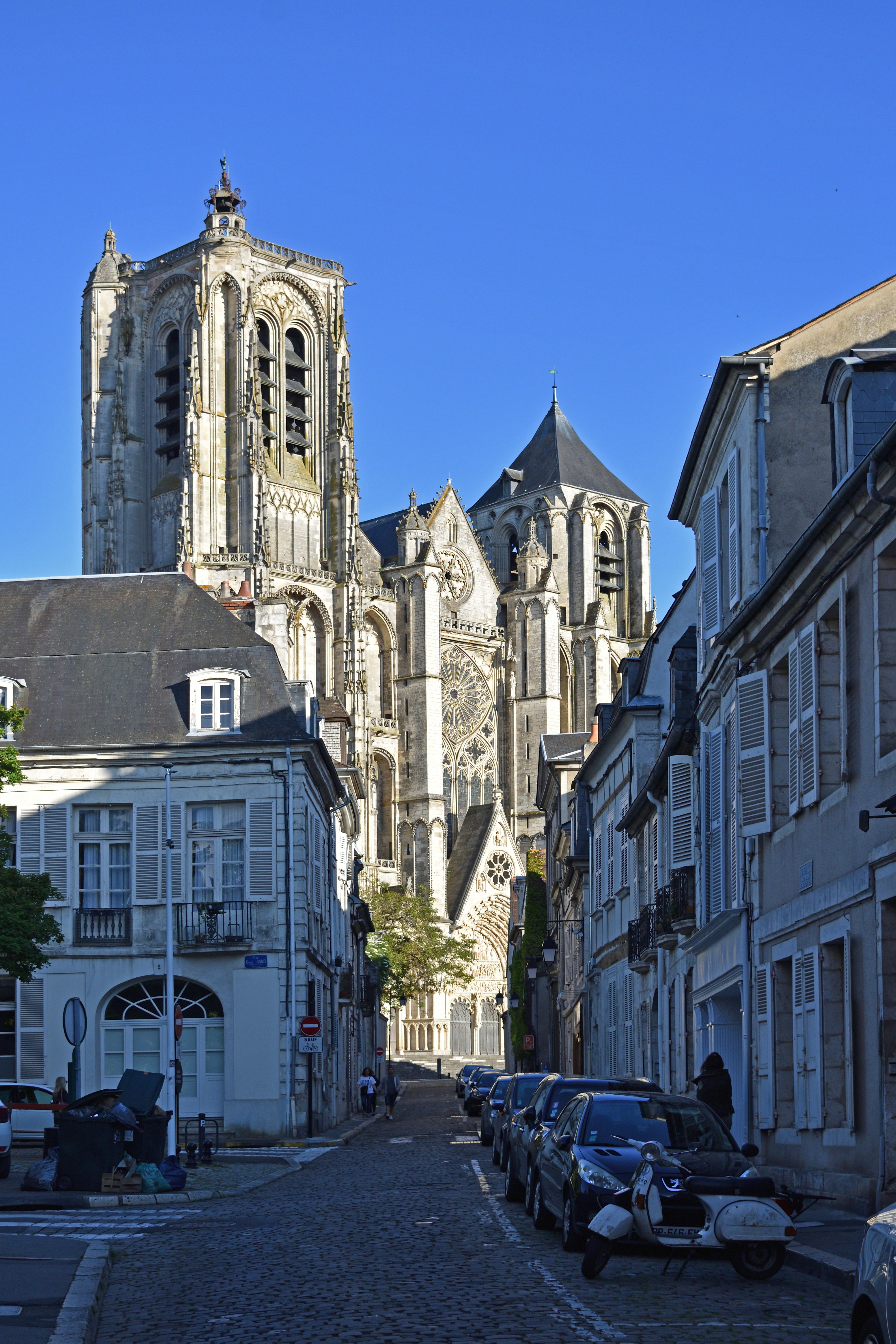
Kathedrale von Bourges
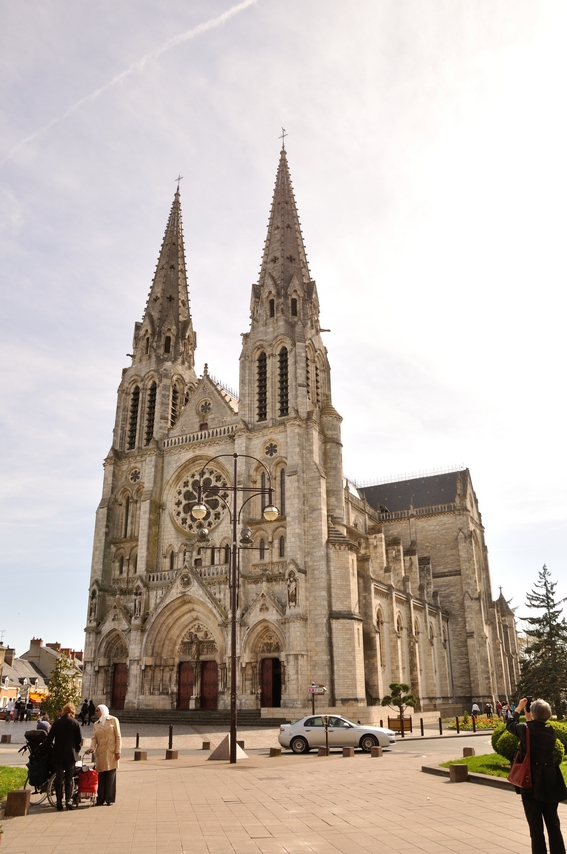
Saint-André de Châteauroux
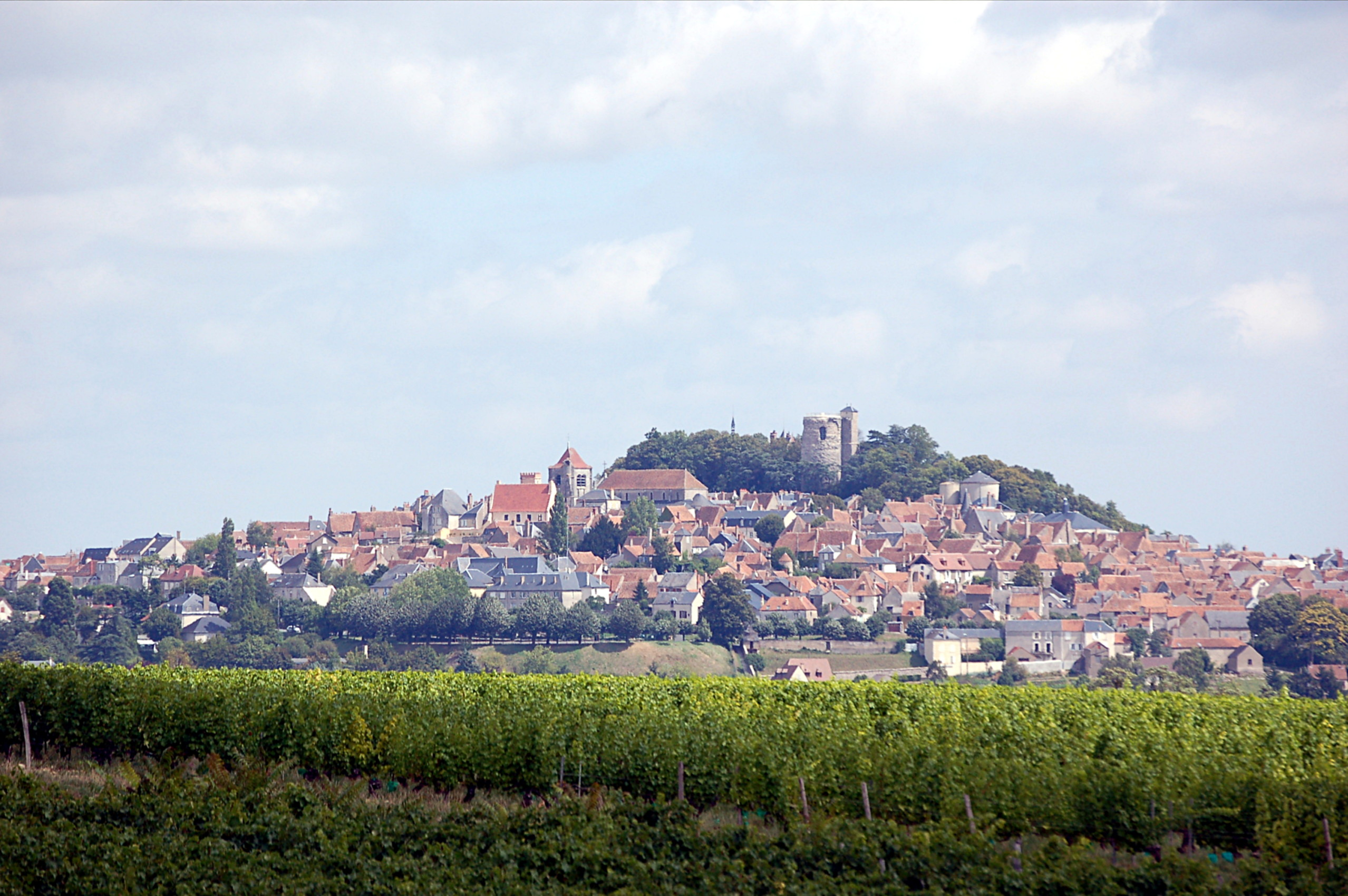
Weinort Sancerre
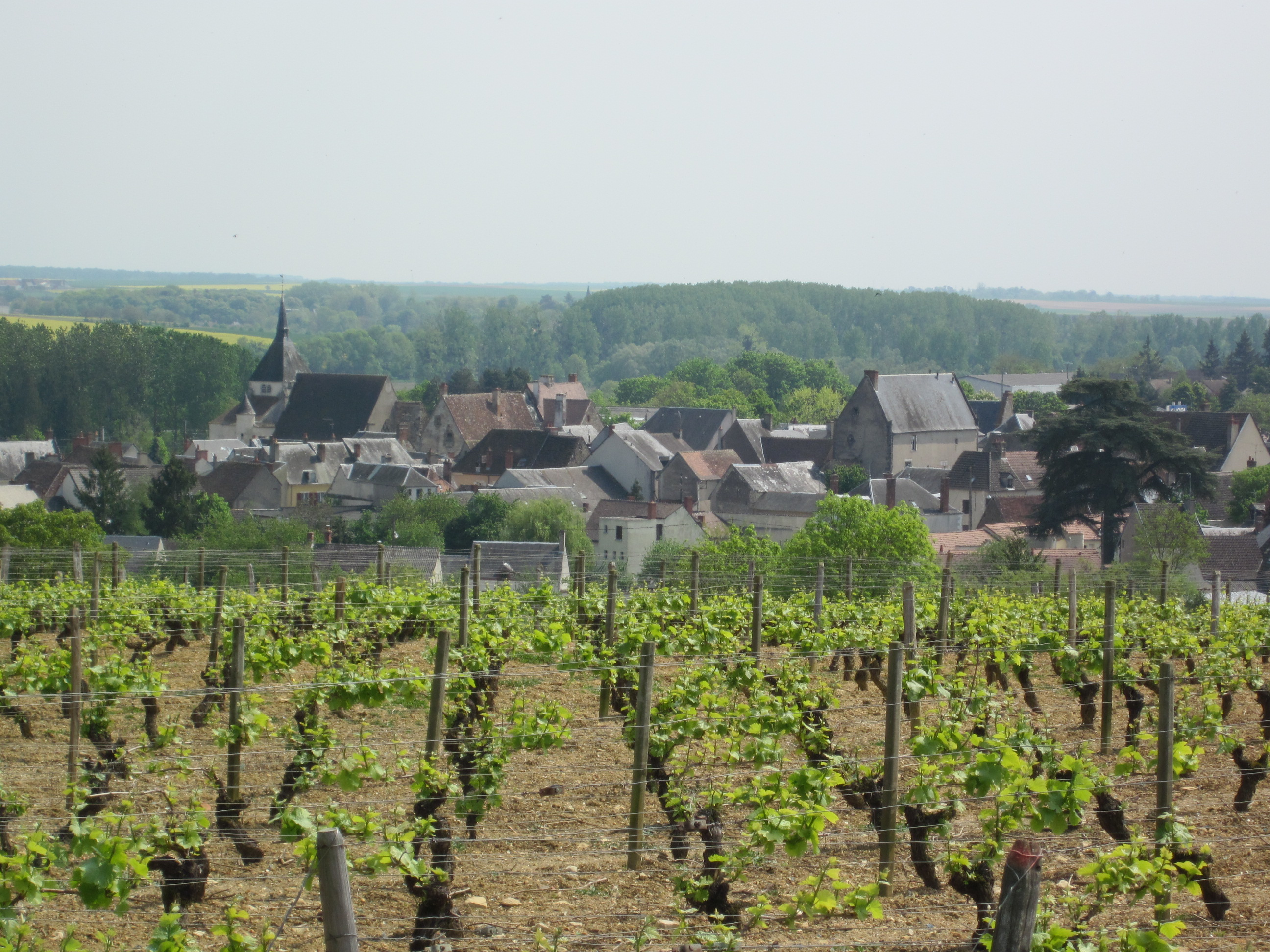
Weinort Reuilly

## Herzöge des Berry
Haus Valois 

Provinzen Frankreichs (1477) – der Berry zu jener Zeit als Krondomäne (hellblau im Zentrum)

- 1360–1416: Johann (1340–1416), Herzog von Berry und Auvergne, Sohn König Johanns II.
- 1416–1417: Johann (1398–1417), Sohn König Karls VI.
- 1419–1422: Karl (1403–1461), 1422 König Karl VII.
- 1461–1465: Karl (1446–1472), 1465 Herzog der Normandie, 1469 Herzog von Guyenne, Sohn König Karls VII.
- 1472–1473: Franz (1472–1473), Sohn König Ludwigs XI.
- 1498–1505: Johanna (1464–1505), Tochter König Ludwigs XI. von Frankreich, Ehefrau Ludwigs XII.

 Haus Valois-Angoulême 
- 1517–1549: Margarete (1492–1549) 1527 Königin von Navarra (uxor nomine), Schwester Franz’ I.
- 1559–1574: Margarete (1523–1574), Tochter Franz’ I.
- 1574–1576: Elisabeth (1554–1592), Witwe Karls IX.
- 1576–1584: Franz (1555–1584), jüngster Sohn von König Heinrich II. und Katharina von Medici
- 1589–1601: Louise (1553–1601), Witwe Heinrichs III.

 Haus Bourbon 
- 1686–1714: Karl (1686–1714), Enkel Ludwigs XIV.
- 1754–1765: Ludwig-August (1754–1793), späterer Ludwig XVI.
- 1778–1820: Karl Ferdinand (1778–1820), Sohn Karls X.